# Iwajłowgrad

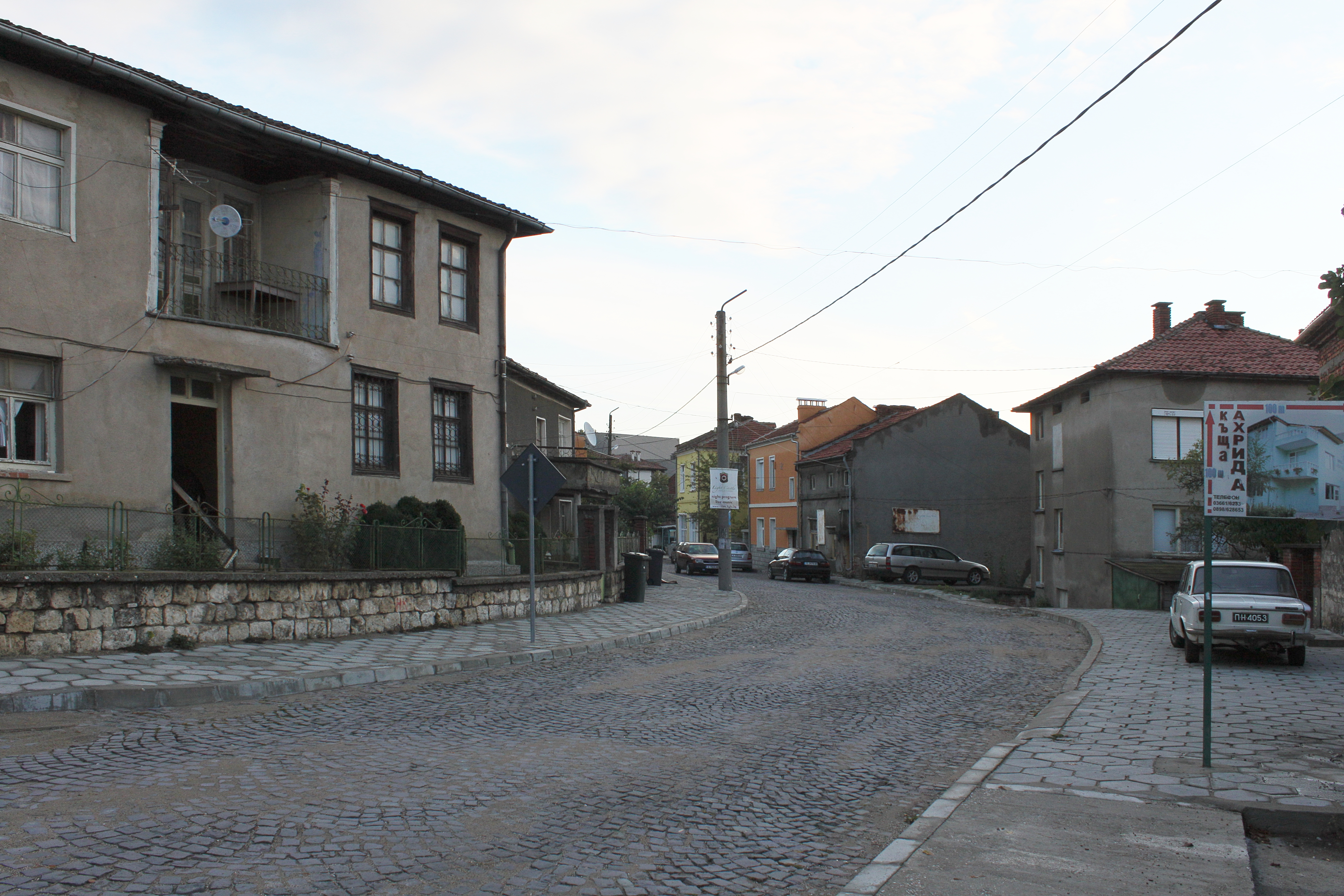
Ulica w starej części miasta

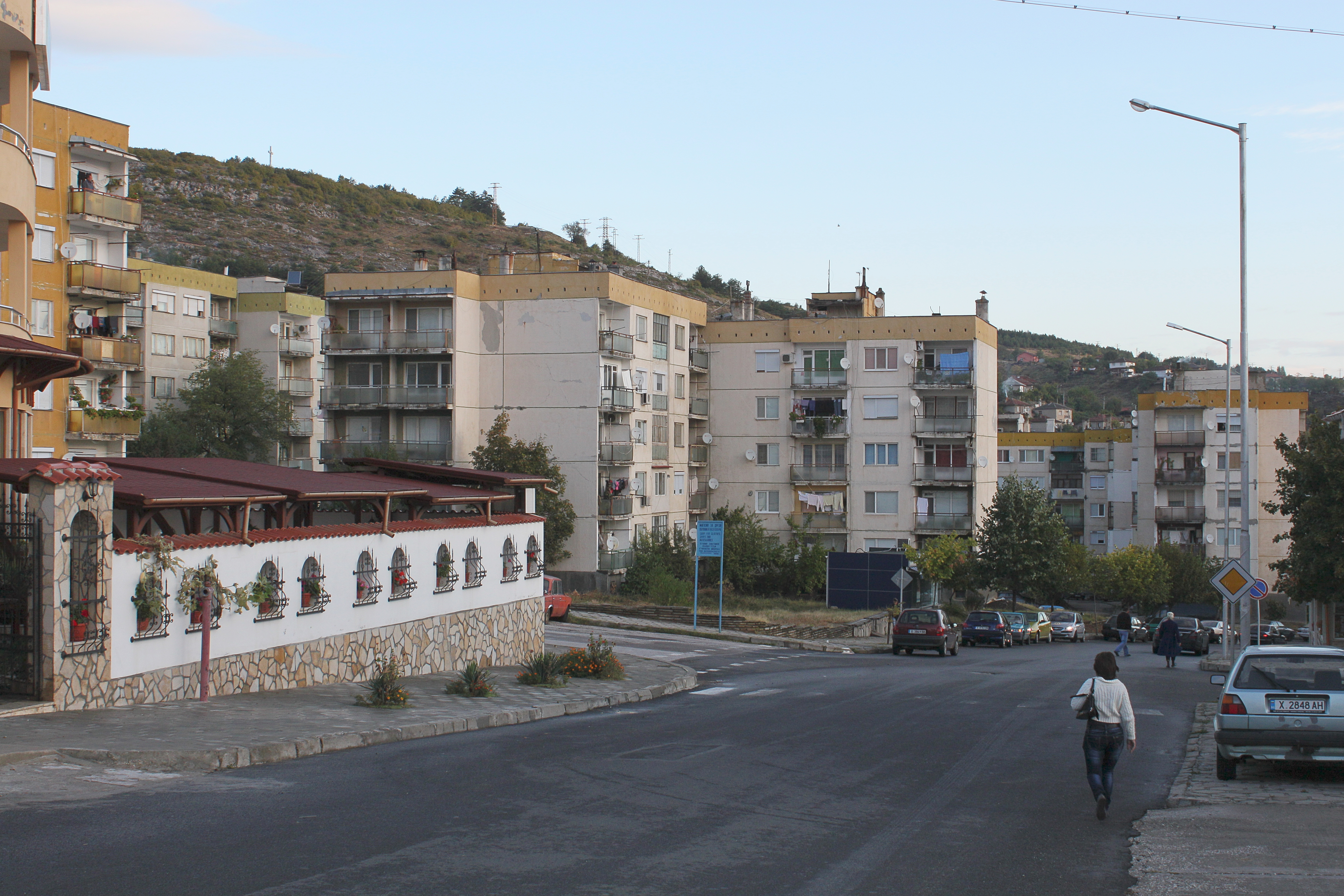
Dzielnica Drużba

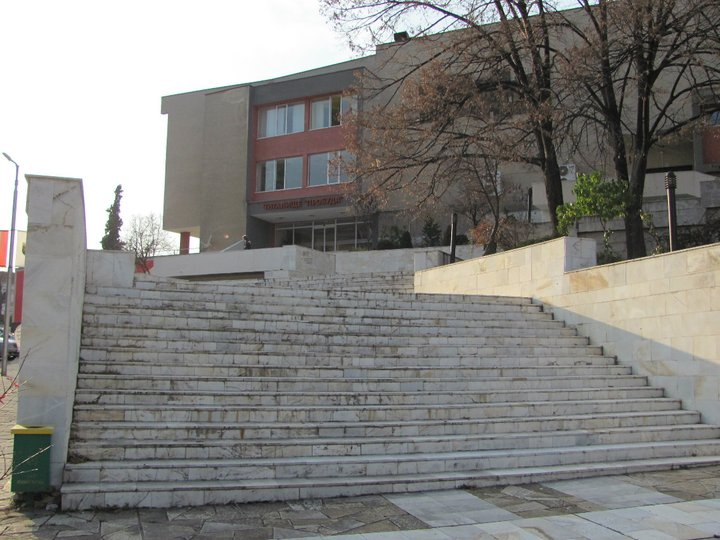
Dom kultury

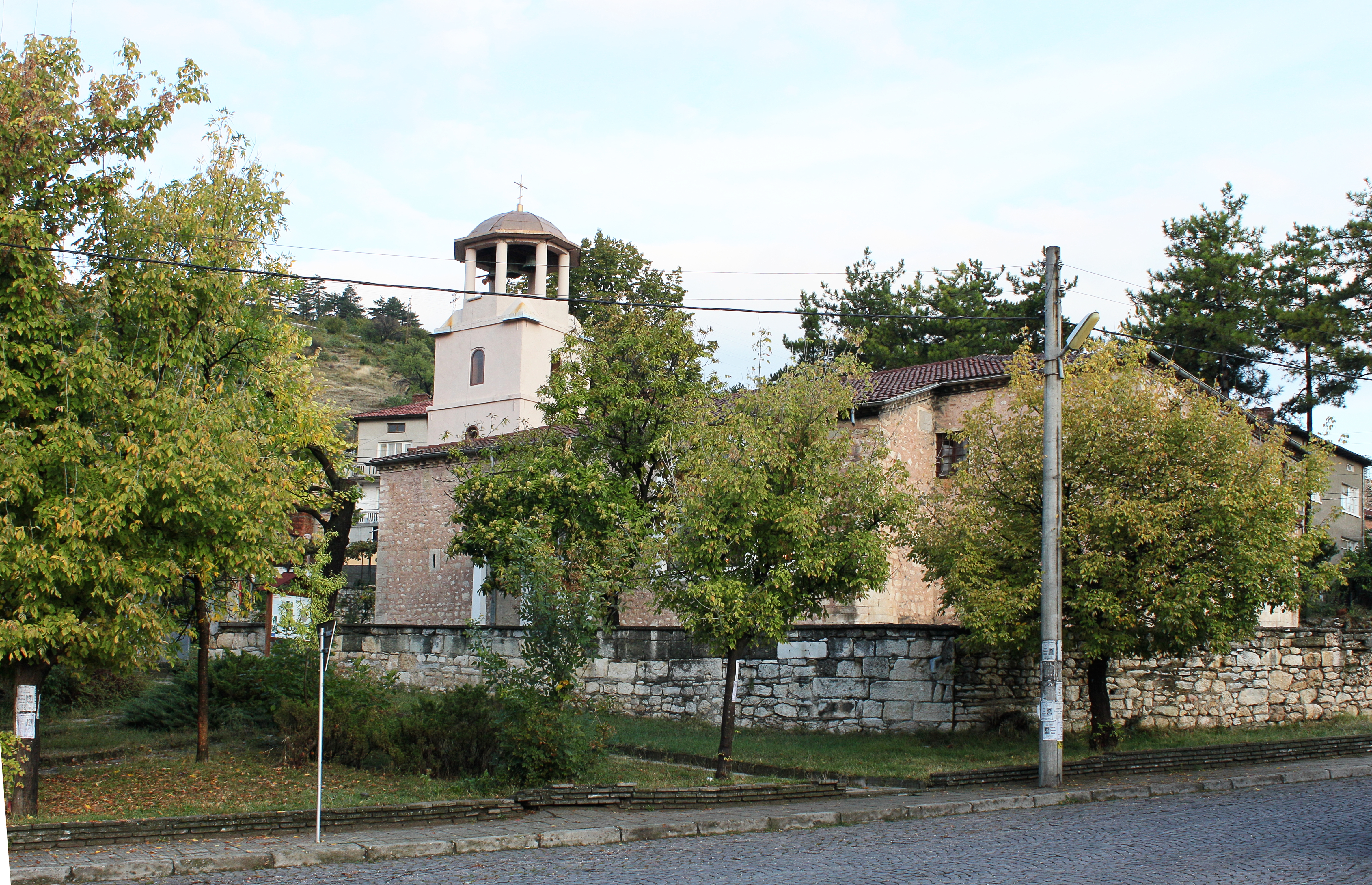
Cerkiew Przeobrażenia Pańskiego

Iwajłowgrad (bułg. Ива̀йловград) – miasto w południowej Bułgarii, w obwodzie Chaskowo. Ośrodek administracyjny gminy Iwajłowgrad. Według danych Narodowego Instytutu Statystycznego w Bułgarii, 31 grudnia 2011 r. miasto liczyło 3692 mieszkańców. W czasach okupacji tureckiej pod nazwą Ortaköy także było ośrodkiem administracji okręgu (kaza).

## Położenie
Iwajłowgrad usytuowany jest u podnóża Rodopów Wschodnich, nieopodal rzeki Arda. Jest jedynym miastem w Bułgarii, gdzie na północ od niego znajduje się granica grecka.

## Kultura

### Zabytki
Do najważniejszych położonych w pobliżu zabytków zaliczane są:
- Willa Armira – rzymski kompleks mieszkalny z I-III w. n.e.
- Twierdza Lutica – średniowieczna forteca bizantyjska i bułgarska

### Teatr
W mieście funkcjonuje teatr wybudowany w 1914 roku. Pierwszą sztuką odegraną na jego scenie była Nesztastna familia według powieści Wasyla Drumewa. Dzisiaj działa tam miejski teatr amatorski.

### Muzea
- Muzeum historyczne
- Muzeum Mirczo Paskalewa
- Muzeum Christo Botewa
- Dom Mutafczijewa (Mutafcziewa kyszta)
- Dom kultury „Probuda”

Ponadto w Iwajłowgradzie działa Stowarzyszenie Trackie i kompleks Dziecięcy. 14 lutego przypada dzień miasta i święto tzw. Trifonowden

## Miasta partnerskie
- Longueau
- Saryhadyr

## Znane osoby
- Todor Bojadzijew – naukowiec
- Iwajło Bałabanow – poeta
- Georgi Georgiew-Goczeto – aktor
- Łambo Kjuczukow – minister
- Petja Pawłowa – piosenkarka
- Angelos Pimenidis – bohater wojenny i historyk
- Iwan Terzijew – redaktor

Ponadto zmarł tam Jani Popnikołow Janew – tracki wojewoda.
Związani z miastem byli Angeł Petrow Angełow – muzykant, klarnecista i Nikoła Petkow – polityk.